# Romain Murenzi
 (avril 2024).
La mise en forme du texte ne suit pas les recommandations de Wikipédia : il faut le « wikifier ».
Les points d'amélioration suivants sont les cas les plus fréquents. Le détail des points à revoir est peut-être précisé sur la page de discussion.
- Les titres sont pré-formatés par le logiciel. Ils ne sont ni en capitales, ni en gras.
- Le texte ne doit pas être écrit en capitales (les noms de famille non plus), ni en gras, ni en italique, ni en « petit »…
- Le gras n'est utilisé que pour surligner le titre de l'article dans l'introduction, une seule fois.
- L'italique est rarement utilisé : mots en langue étrangère, titres d'œuvres, noms de bateaux, etc.
- Les citations ne sont pas en italique mais en corps de texte normal. Elles sont entourées par des guillemets français : « et ».
- Les listes à puces sont à éviter, des paragraphes rédigés étant largement préférés. Les tableaux sont à réserver à la présentation de données structurées (résultats, etc.).
- Les appels de note de bas de page (petits chiffres en exposant, introduits par l'outil «  Source ») sont à placer entre la fin de phrase et le point final[comme ça].
- Les liens internes (vers d'autres articles de Wikipédia) sont à choisir avec parcimonie. Créez des liens vers des articles approfondissant le sujet. Les termes génériques sans rapport avec le sujet sont à éviter, ainsi que les répétitions de liens vers un même terme.
- Les liens externes sont à placer uniquement dans une section « Liens externes », à la fin de l'article. Ces liens sont à choisir avec parcimonie suivant les règles définies. Si un lien sert de source à l'article, son insertion dans le texte est à faire par les notes de bas de page.
- La présentation des références doit suivre les conventions bibliographiques. Il est recommandé d'utiliser les modèles {{Ouvrage}}, {{Chapitre}}, {{Article}}, {{Lien web}} et/ou {{Bibliographie}}. Le mode d'édition visuel peut mettre en forme automatiquement les références.
- Insérer une infobox (cadre d'informations à droite) n'est pas obligatoire pour parachever la mise en page.

Pour une aide détaillée, merci de consulter Aide:Wikification.
Si vous pensez que ces points ont été résolus, vous pouvez retirer ce bandeau et améliorer la mise en forme d'un autre article.
Romain Murenzi (né en février 1959) est un physicien rwando - américain et l'ancien ministre de l'éducation et de science au Rwanda. 

## Biographie
Il obtient une licence de l'Université du Burundi en 1982. En 1986, il obtient sa maîtrise en physique à l'Université catholique de Louvain en Belgique et y obtient son doctorat en 1990. Murenzi est le directeur exécutif de TWAS, l'Académie mondiale des sciences pour l'avancement de la science dans les pays en développement à Trieste, en Italie. Il occupe ce poste pour la première fois d’avril 2011 à mai 2016. Puis, après avoir passé 14 mois en tant que comme le directeur de la division de la politique scientifique et de renforcement des capacités dans le secteur des sciences naturelles pour UNESCO à Paris, en France, il reprend son poste de directeur exécutif de TWAS en septembre 2017 jusqu'à sa démission en novembre 2023 pour enseigner à l'Institut polytechnique de Worcester.
Murenzi est professeur de physique à l'Université Clark d'Atlanta de 1993 à 2001, et le président du département de physique en 1999 à 2001. En 2001, le président de la république Rwanda Paul Kagame le nomme  ministre de l'Éducation, des Sciences, de la Technologie et de la Recherche scientifique. De mars 2006 à juillet 2009, il est ministre au sein du cabinet présidentiel chargé de la science, de la technologie et de la recherche scientifique, avec des responsabilités incluant les technologies de l'information et des communications. Au niveau international, aux côtés d'autres scientifiques comme Andrea Zitolo et Bai Chunli, il milite pour soutenir la carrière des jeunes chercheurs en sciences,.
En 2009, il quitte le Rwanda pour devenir le directeur du Centre de science, de technologie et de développement durable de l'Association américaine pour l'avancement des sciences (AAAS), qui se concentre particulièrement  de développement sur le monde. Il est élu membre de la TWAS en 2005 et le membre de l'Académie africaine des sciences en 2012. Il est également professeur invité à l'Université du Maryland. En 2013, il obtient une maîtrise en droit en technologies de l'information et télécommunications de l'Université de Strathclyde (Royaume-Uni).
Les recherches scientifiques de Murenzi se concentrent sur les applications des transformations en ondelettes continues multidimensionnelles à la mécanique quantique   ; traitement d'images et de vidéos ; et la politique scientifique et technologique. Plus précisément, il introduit dans sa thèse de doctorat dans la transformation en ondelettes continue bidimensionnelle complète, incluant le paramètre de rotation. Cela ouvre la porte à la notion d'ondelettes directionnelles, parmi lesquelles l'ondelette de Cauchy, qui sont cruciales dans les applications où les directions d'une image sont importantes. Cette approche permet notamment le filtrage directionnel, une technique qui est utilisée par exemple en dynamique des fluides. Après sa thèse, Murenzi publie de nombreux articles dans des revues scientifiques et contribué à de nombreuses conférences, généralement en collaboration avec son ancien directeur de recherche à UCLouvain, JP. Antoine. Enfin, il a co-écrit un manuel sur les ondelettes bidimensionnelles .